# Lyonia latifolia
Lyonia latifolia är en ljungväxtart. Lyonia latifolia ingår i släktet Lyonia och familjen ljungväxter.

## Underarter
Arten delas in i följande underarter:
- L. l. calycosa
- L. l. latifolia